# Glycera
Genre
Glycera est un genre de vers annélides polychètes marins de la famille des Glyceridae.

## Anatomie
Ces vers marins, dont la taille peut atteindre 35 cm, présentent une couleur rose-orange pâle, leurs chairs laissant paraître l'hémoglobine contenue dans leurs fluides organiques. L'extrémité antérieure de l'animal comporte quatre antennes et des appendices carnées appelées parapodes, courant le long du corps,.
Ces vers sont carnivores. Ils attaquent leurs proies en projetant une trompe (ou proboscis) munie de quatre mandibules, alimentées par des glandes venimeuses. Leur morsure est douloureuse même pour l'homme. Leurs prédateurs sont certaines espèces benthiques de poissons, de crustacés, et les mouettes.
La reproduction a lieu l'été : l'augmentation de la température de l'eau de mer, conjuguée aux alternances du cycle lunaire, déclenchent une mutation des vers adultes, qui cessent de s'alimenter pour devenir épitoques aux parapodes de longueur accrue, grâce auxquels ils gagnent la surface de la mer, pour y semer leurs gamètes, avant de s'éteindre.
Le premier stade de développement de ces vers marins les assimile au zooplancton, puis ils se déposent sur les fonds littoraux vaseux : là, les larves segmentées rouges peuvent croître à l'abri d'une enveloppe tubulaire. En l'espace de deux à trois semaines, ces larves passent d'une longueur de quelques millimètres à plusieurs centimètres
Une caractéristique de ces vers marins est la charge en sels de cuivre qu'ils peuvent emmagasiner sans dommage. Ce sont ces sels de cuivre qui, fixés sous forme d'un chlorure cristallin appelé atacamite, confèrent leur rigidité à leurs mandibules. Chez l'espèce Glycera dibranchiata, ces mandibules sont faites d'un mélange de mélanine et de 10% de sels cuivreux.

## Liste d'espèces
Selon ITIS :
- Glycera abranchiata Treadwell, 1901
- Glycera alba
- Glycera americana Leidy
- Glycera asymmetrica
- Glycera branchiopoda
- Glycera capitata Oersted
- Glycera convoluta
- Glycera dibranchiata (Ehlers, 1868) - ver américain
- Glycera gigantea
- Glycera lapidum
- Glycera mimica
- Glycera oxycephala Ehlers
- Glycera papillosa
- Glycera robusta Ehlers
- Glycera rouxi
- Glycera siphonostoma
- Glycera sphyrabrancha
- Glycera tenuis
- Glycera tesselata Grube, 1863
- Glycera tridactyla

Selon WRMS :
- Glycera abranchiata Treadwell, 1901
- Glycera alba (O.F. MÃ¼ller, 1776)
- Glycera amadaiba Imajima, 2003
- Glycera amboinensis McIntosh, 1885
- Glycera americana Leidy, 1855
- Glycera asymmetrica Day, 1973
- Glycera baltica Eisenack, 1939
- Glycera bassensis BÃ¶ggemann & Fiege, 2001
- Glycera benguellana Augener, 1931
- Glycera benhami BÃ¶ggemann & Fiege, 2001
- Glycera branchiopoda Moore, 1911
- Glycera brevicirris Grube, 1870
- Glycera calbuconensis Hartmann-SchrÃ¶der, 1962
- Glycera capitata Ãrsted, 1843
- Glycera carnea Blanchard in Gay, 1849
- Glycera celtica O'Connor, 1987
- Glycera chirori Izuka, 1912
- Glycera cinnamomea Grube, 1874
- Glycera convoluta Keferstein, 1862
- Glycera dayi O'Connor, 1987
- Glycera decipiens Marenzeller, 1879
- Glycera dentribranchia Lee, 1985
- Glycera derbyensis Hartmann-SchrÃ¶der, 1979
- Glycera dibranchiata (Ehlers, 1868) - ver américain
- Glycera dubia (Blainville, 1825)
- Glycera edwardsi Gravier, 1900
- Glycera ehlersi Arwidsson, 1899
- Glycera embranchiata Krishnamoorthi, 1962
- Glycera epipolasis (Chamberlin, 1919)
- Glycera fundicola Chamberlin, 1919
- Glycera fusiformis Fischli, 1900
- Glycera gigantea Quatrefages, 1866
- Glycera gilbertae BÃ¶ggemann & Fiege, 2001
- Glycera glaucopsammensis Charletta & Boyer, 1974
- Glycera guatemalensis BÃ¶ggemann & Fiege, 2001
- Glycera guinensis Augener, 1918
- Glycera hasidatensis Izuka, 1912
- Glycera heteropoda Hartmann-SchrÃ¶der, 1962
- Glycera incerta Hansen, 1882
- Glycera kerguelensis McIntosh, 1885
- Glycera knoxi Kirkegard, 1995
- Glycera lamelliformis McIntosh, 1885
- Glycera lamellipodia Knox, 1960
- Glycera lancadivae Schmarda, 1861
- Glycera lapidum Quatrefages, 1865
- Glycera lapidum Eliason, 1920
- Glycera longipinnis Grube, 1878
- Glycera longissima Arwidsson, 1899
- Glycera macintoshi Grube, 1877
- Glycera madagascariensis BÃ¶ggemann & Fiege, 2001
- Glycera manorae Fauvel, 1932
- Glycera martensii Grube, 1870
- Glycera mauritiana Grube, 1870
- Glycera mexicana (Chamberlin, 1919)
- Glycera micrognatha Schmarda, 1861
- Glycera mimica Hartman, 1965
- Glycera minor La Greca, 1946
- Glycera minuta (Bobretzky, 1870)
- Glycera nana Johnson, 1901
- Glycera natalensis Day, 1957
- Glycera nicobarica Grube, 1868
- Glycera nigripes Hornell, 1891
- Glycera onomichiensis Izuka, 1912
- Glycera orientalis Buzhinskaja, 1993
- Glycera oxycephala Ehlers, 1887
- Glycera pacifica Kinberg, 1866
- Glycera papillosa Grube, 1857
- Glycera pilicae Szaniawski, 1974
- Glycera polygona Risso, 1826
- Glycera posterobranchia Hoagland, 1920
- Glycera prashadi Fauvel, 1932
- Glycera profundi Chamberlin, 1919
- Glycera prosobranchia BÃ¶ggemann & Fiege, 2001
- Glycera pseudorobusta BÃ¶ggemann & Fiege, 2001
- Glycera robusta Ehlers, 1868
- Glycera rouxi Audouin & Milne Edwards, 1833
- Glycera russa Grube, 1870
- Glycera rutilans Grube in McIntosh, 1885
- Glycera spadix Treadwell, 1943
- Glycera sphyrabrancha Schmarda, 1861
- Glycera subaenea Grube, 1878
- Glycera taprobanensis Silva, 1965
- Glycera taurica Czerniavsky, 1881
- Glycera tenuis Hartman, 1944
- Glycera tesselata Grube, 1840
- Glycera unicornis Savigny in Lamarck, 1818
- Glycera siphonostoma (Delle Chiaje, 1827

## Notes et références

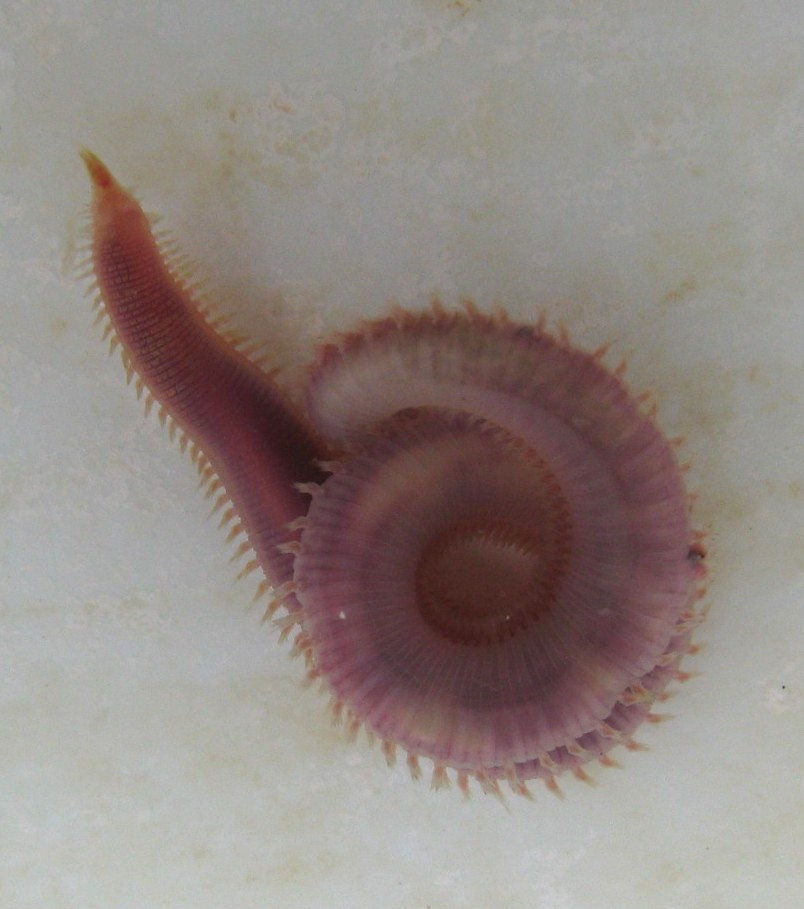
Glycéra convoluté dans son attitude lovée caractéristique